# 渚このみ
渚 このみ（なぎさ このみ、1999年12月22日 - ）は、日本のAV女優。アトラクティブ所属。

## 略歴
2017年10月にアイドルグループ「私立シトロン学園」に桐生いちかとして加入。2018年3月に卒業。
2020年10月、プレステージ専属女優としてAVデビュー。キャッチフレーズは「天下無双のH乳」。デビュー作は20000超えのお気に入りを獲得したものの、レビューでは「パッケージの印象とルックスが大分違うぞ」という意見ももらった。
本格デビュー前には俗にいう素人作品にも出演しており、朗読美女「このみ」として声優活動もしていた。

## 人物
- 群馬県出身[1]。
- 趣味は麻雀・アニメ、特技はゲーム[1]。
- 性に興味を持ったのは15・6歳で、そういった知識はアニメの同人誌から得ていた[4]。
- 初体験は18歳の時で、相手はセフレ。経験人数は5人くらい。初オナニーは初体験を終えてからだった[4]。
- もともとAVに興味があり、河合あすなが好きでプレステージの作品を見るうちに自分もいつか出てみたいと思うようになりAV女優になった[4]。

## 作品

### アダルトDVD
2020年
- 絶対的美少女を発掘! 専属デビュー! 渚このみ（10月2日、プレステージ）
- 神乳 Hcupを味わい尽くす 性感覚醒3本番 渚このみ（11月20日、プレステージ）
- 渚このみがご奉仕しちゃう超最新やみつきエステ 50（12月11日、プレステージ）

2021年
- 天然成分由来 渚このみ汁120% 69（1月1日、プレステージ）
- 新・絶対的美少女、お貸しします。 ACT.102 渚このみ（2月5日、プレステージ）
- 女子マネージャーは、僕達の性処理ペット。 038 渚このみ（3月5日、プレステージ）
- 美少女と、貸し切り温泉と、濃密性交と。 13 渚このみ（4月2日、プレステージ）
- スポコス汗だくSEX4本番! 体育会系・渚このみ act.26（6月4日、プレステージ）
- 風俗タワー 性感フルコース3時間SPECIAL ACT.35 渚このみ（5月7日、プレステージ）
- 究極のおっぱい乳射SP アルティメット・ボイン・セックス 渚このみ（7月9日、プレステージ）
- なまなかだし 39 渚このみ（8月13日、プレステージ）
- 渚このみ 8時間 BEST PRESTIGE PREMIUM TREASURE vol.01（11月5日、プレステージ）※単体ベスト
- 本番オーケー!? 噂の裏ピンサロ 19 渚このみ（11月19日、プレステージ）
- ひたすら生でハメまくる、終らない中出し性交。 渚このみ（12月31日、プレステージ）

### 配信限定
2019年
- 【本物】地下アイドル流出。Hカップの絶対的美少女。※即DL必須（12月29日、ジローの動画）※「ヒナ」名義

2020年
- 【ざわざわ…】本物の地下アイドルの再登場。Hカップのパーフェクトクイーンを鬼ハメでイかせまる。即DL必須≪№44≫（1月16日、ジローの動画）※「ヒナ」名義
- 【爆乳Hカップの地下アイドル】満喫デートからの我慢できずに禁断のハメ撮り。くっそかわいいです!!※即DL必須≪№48≫（2月7日、ジローの動画）※「ヒナ」名義
- 【永久保存版】最強の爆乳地下アイドルとのデート。Hカップの浴衣姿がエロすぎて…チンコ破壊!※即DL必須系の動画です≪№50≫（2月26日、ジローの動画）※「ヒナ」名義
- 【爆乳地下アイドルの卒業式】HカップからIカップに成長。心も体も大人になったヒナちゃん。最後に悔いが残らぬよう…後輩と二人で抱きまくった奇跡の動画。※即DL必須≪№56≫（4月11日、ジローの動画）※「ヒナ」名義
- 【初撮り】【爆乳界の新星】【恥ずかしぃけど..】Hカップの美巨乳×パツパツの美尻。最強タッグを携えた新星が参戦。可愛い笑顔を振りまく美少女が.. ネットでAV応募→AV体験撮影 1346（9月19日、シロウトTV）※「このみ」名義

### イメージビデオ
- Pure Heart 渚このみ（2021年8月20日、ファインピクチャーズ）

### デジタル写真集
- Dears【グラビア写真集】 渚このみ（2020年12月18日、プレステージ出版、撮影：篠原潔）
- Dears【ヌード写真集】 渚このみ（2020年12月18日、プレステージ出版、撮影：篠原潔）
- Pure Heart デジタル写真集 渚このみ（2021年9月3日、ファインピクチャーズ、撮影：SHOOTING STAR）

### ポーズ集
- ビジュアルヌード・ポーズBOOK act 渚このみ（2021年4月26日、二見書房、撮影：長谷川朗）ISBN 978-4576210629

## 出演

### ネットテレビ
- 給与明細 #117（2020年10月26日、ABEMA）

## 掲載

### 雑誌
- 週刊大衆 2021年2月8日号（双葉社） - グラビア「恥ずかしいけど見て…」[7]
- 週刊実話 2021年2月11日号（日本ジャーナル出版） - 袋とじ「丑年に輝くおっぱい女優が集合 美巨乳AV傑作選2021」[8]